# Paul Morley

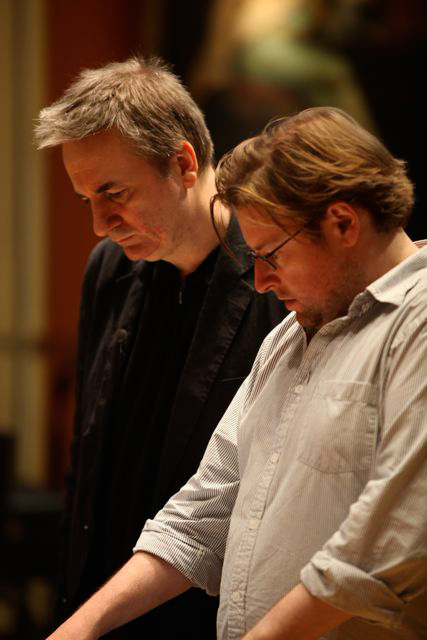
Paul Morley, till vänster.

Paul Morley, född 26 mars 1957, är en brittisk journalist. 
Han skrev i musiktidningen NME 1976–1983 och har därefter regelbundet medverkat i en rad brittiska tidningar och tidskrifter, samt i tv- och radioprogram. Han har gjort dokumentärfilmer för BBC, ITV och Channel 4. På 1980-talet var han med och bildade skivbolaget ZTT Records, där han låg bakom lanseringen av Frankie Goes to Hollywood, och musikgruppen The Art of Noise.